# Nobuo Fujita
Pour les articles homonymes, voir Fujita.
Nobuo Fujita (藤田 信雄), né en 1911 et mort le 30 septembre 1997, est un adjudant, pilote de la marine impériale japonaise.

## Biographie

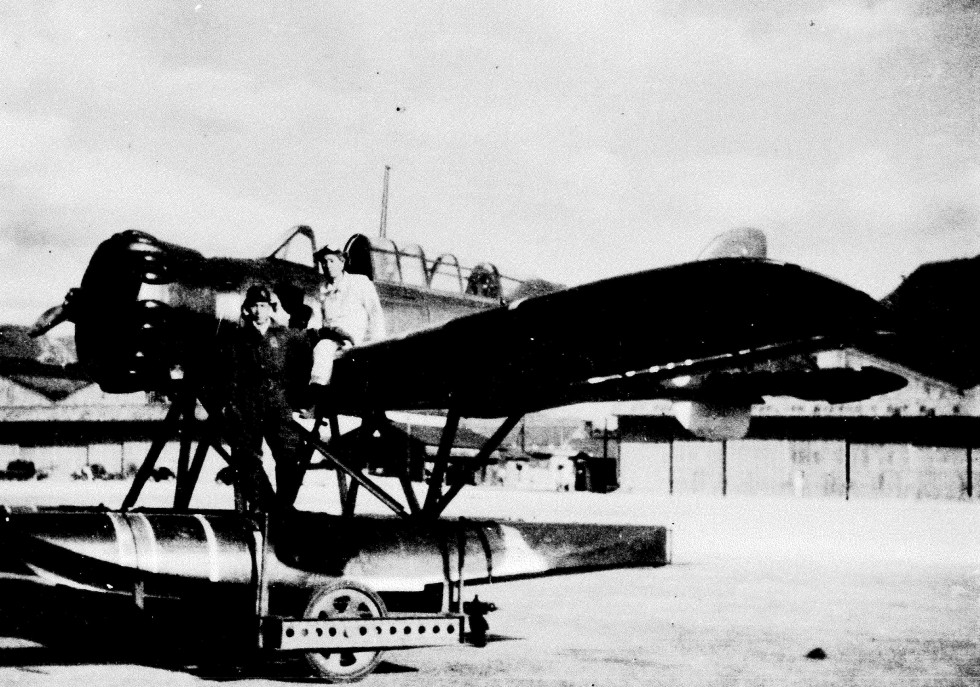
Nobuo Fujita devant son hydravion

Il est connu entre autres pour avoir effectué sur un hydravion lancé à partir d'un porte-avions sous-marin l'unique bombardement aérien de la Seconde Guerre mondiale sur le territoire continental des États-Unis, une opération connue sous le nom d'attaque aérienne de Lookout. Le but de cette mission était, à l'aide de bombes incendiaires, de provoquer d'immenses feux de forêt dans le Nord-Ouest Pacifique à proximité de la ville de Brookings (Oregon) avec pour objectif de détourner l'effort de guerre américain du front Pacifique. Le bombardement n'a eu que des effets modestes, en raison de la pluie qui était tombée la semaine précédente. Il a effectué un deuxième raid le 29 septembre 1942, sans plus d'effets. 
Vingt ans plus tard, en 1962, perclus de honte et persuadé qu'on allait lui jeter des œufs, il se rendit dans  la commune de Brookings, à qui il remit son katana, un héritage de famille vieux de 400 ans. Le projet étant que si elle l'avait refusé, il se faisait seppuku. Heureusement il n'en fut rien, aujourd'hui le katana est exposé dans la bibliothèque municipale et entretemps l'ancien pilote a fait plusieurs séjours en ville.  Un arbre a été planté sur le lieu de son premier bombardement en signe de paix. Conformément à ses volontés, ses cendres ont été répandues sur le site de Weeler Ridge après sa mort en 1997 et il fut nommé citoyen d'honneur.